# Jamestown (Kentucky)
Jamestown é uma cidade localizada no estado americano de Kentucky, no Condado de Russell.

## Demografia
Segundo o censo americano de 2000, a sua população era de 1624 habitantes.
Em 2006, foi estimada uma população de 1724, um aumento de 100 (6.2%).

## Geografia
De acordo com o United States Census Bureau tem uma área de
5,8 km², dos quais 5,8 km² cobertos por terra e 0,0 km² cobertos por água. Jamestown localiza-se a aproximadamente 267 m acima do nível do mar.

## Localidades na vizinhança
O diagrama seguinte representa as localidades num raio de 36 km ao redor de Jamestown.